# Анненка (Усманский район)
А́нненка — посёлок в Усманском районе Липецкой области России. Входит в состав Октябрьского сельсовета.

## География
Посёлок находится в юго-восточной части Липецкой области, в лесостепной зоне, в пределах Окско-Донской равнины, к западу от железнодорожной линии Грязи — Воронеж, на расстоянии примерно 26 км (по прямой) к северу от города Усмань, административного центра района. Абсолютная высота — 162 м над уровнем моря.
Климат
Климат умеренно континентальный с тёплым летом и умеренно холодной зимой. Абсолютный минимум температуры воздуха самого холодного месяца (января) составляет −39 °С; абсолютный максимум самого тёплого (июля) — 38 °С. Среднегодовое количество атмосферных осадков — 511 мм. Максимальное количество осадков выпадает в период с мая по октябрь.
Часовой пояс
Посёлок Анненка, как и вся Липецкая область, находится в часовой зоне МСК (московское время). Смещение применяемого времени относительно UTC составляет +3:00.

## Население
| 2005 | 2006 | 2007 | 2008 | 2009 | 2010 | 2011 |
| ---- | ---- | ---- | ---- | ---- | ---- | ---- |
| 5    | 5    | 5    | 4    | 4    | 4    | 4    |

Национальный состав
Согласно результатам переписи 2002 года, в национальной структуре населения русские составляли 100 % из 5 чел.

## Улицы
Уличная сеть посёлка состоит из одной улицы (ул. Озерная).